# جعفرلی (ایمیشلی)
جعفرلی (به ترکی آذربایجانی: Cəfərli) یک منطقه مسکونی در جمهوری آذربایجان است که در شهرستان ایمیشلی واقع شده‌است. جعفرلی ۳۶۰۱ نفر جمعیت دارد. دهستان جعفرلی شامل روستاهای جعفرلی و حاجی مصطفی لی است.

## دین
در مسجد جامع جعفرلی به‌نام امام حسین یک هیئت مذهبی وجود دارد.